# سام بارت
سام بارت (انگلیسی: Sam Barratt؛ زادهٔ ۲۵ اوت ۱۹۹۵) بازیکن فوتبال است.
از باشگاه‌هایی که در آن بازی کرده‌است می‌توان به باشگاه فوتبال ساوتند یونایتد اشاره کرد.
وی همچنین در تیم ملی فوتبال England C بازی کرده‌است.